# 吉江弘正
吉江 弘正（よしえ ひろまさ、1953年1月19日 - ）は、日本の歯科医師、歯学者、新潟大学大学院医歯学総合研究科摂食環境制御学講座歯周診断・再建学分野教授。元日本歯周病学会理事長。

## 経歴
1977年新潟大学卒業、1981年同大学院修了。以後同大学助手、講師、助教授を経て2001年より同大学教授に就任。

## 著作
- 吉江弘正 他 著、特定非営利活動法人日本歯周病学会 編『歯周病と全身の健康』医歯薬出版、2016年3月。ISBN 978-4-263-44469-6。 NCID BB21533103。
- 特定非営利活動法人日本歯周病学会、五味一博、栗原英見、吉江弘正、河口浩之、菅野直之、吉野敏明、坂上竜資、児玉利朗、若林健史、荒木久生、内田剛也 編『歯周治療の指針2015』医歯薬出版、2016年3月。ISBN 978-4-263-44466-5。 NCID BB21512908。
- 吉江弘正、和泉雄一 編『患者さんに語るシンプル歯周治療』医歯薬出版、2016年3月。ISBN 9784263444610。 NCID BB21126733。
- 吉江弘正 他 著、藤本篤士、武井典子、東森秀年、糸田昌隆、大野友久、永田俊彦 編『続5疾病の口腔ケア プロフェッショナルな実践のためのQ&A55』医歯薬出版、2016年1月。ISBN 978-4-263-42218-2。 NCID BB20893384。
- 吉江弘正 他 著、矢谷, 博文、三浦, 宏之; 細川, 隆司 ほか 編『クラウンブリッジ補綴学』（第5版）医歯薬出版、2014年12月。ISBN 978-4-263-45783-2。 NCID BB16971735。
- 吉江弘正 他 著、ライオン歯科衛生研究所、向井美惠、井上美津子、安井利一、眞木吉信、深井穫博、植田耕一郎 編『健康寿命の延伸をめざした 口腔機能への気づきと支援 ライフステージごとの機能を守り育てる』医歯薬出版、2014年11月。ISBN 978-4-263-42198-7。 NCID BB17390738。
- 藤本篤士、武井典子、片倉朗、大野友久、糸田昌隆、杉山勝、吉江弘正、小林芳友 編『5疾病の口腔ケア チーム医療による全身疾患対応型口腔ケアのすすめ』医歯薬出版、2013年3月。ISBN 9784263421918。 NCID BB12293519。
- 『イラストで語る歯科医学最前線』監修 吉江弘正、クインテッセンス出版、2013年3月。ISBN 9784781202990。 NCID BB12050492。
- 吉江, 弘正、伊藤, 公一、村上, 伸也 ほか 編『臨床歯周病学』（第2版）医歯薬出版、2013年1月。ISBN 9784263456620。 NCID BB11595159。
- 吉江弘正 他 著、下地, 勲、須貝, 昭弘、千葉, 英史 編『歯と歯列を守るための歯根膜活用術 DVDビデオ付』医歯薬出版〈月刊「歯界展望」別冊〉、2011年11月。 NCID BB0741599X。
- 吉江弘正、宮田隆 編『歯周病予防のストラテジー : 8つのチャレンジと36のアンサー』医歯薬出版、2009年12月。ISBN 9784263443064。 NCID BB00500478。
- 吉江弘正 他 著、特定非営利活動法人日本歯周病学会 編『歯科衛生士のための 歯周治療ガイドブック  キャリアアップ・認定資格取得をめざして』医歯薬出版、2009年9月。ISBN 978-4-263-42170-3。 NCID BA91839723。
- 吉江弘正 他 著、石橋寛二、川添堯彬、川和忠治、福島俊士、三浦宏之、矢谷博文 編『クラウンブリッジ補綴学』（第4版）医歯薬出版、2014年12月。ISBN 978-4-263-45783-2。 NCID BB16971735。
- 吉江弘正 他 著、小方, 頼昌、澁川, 義宏、新井, 高 編『歯周病学の視点からみた国民の健康増進  日本歯周病学会50周年』監修 特定非営利活動法人日本歯周病学会、医歯薬出版、2008年6月。ISBN 978-4-263-44264-7。 NCID BA8644395X。
- 島田靖子、奥田一博、吉江弘正 他 著、山田了 編『ステップアップGTR  歯周組織再生誘導法』医歯薬出版、2008年6月。ISBN 978-4-263-44265-4。 NCID BA86566563。
- 監修 吉江弘正 指導 田井秀明『デンタルDVDシリーズ 13 ストップ歯周病! : 手に入れよう全身の健康』（DVD）デンタルダイヤモンド社、2008年2月。ISBN 9784885101441。NCID BA85975421。
- 吉江弘正 他 著、鴨井久一、花田信弘、佐藤勉、野村義明 編『Preventive Periodontology  臨床を支えるサイエンスを知る・唾液検査を活用する・生活習慣病を予防する』医歯薬出版、2007年5月。ISBN 978-4-263-44239-5。 NCID BA81958169。
- 吉江, 弘正、伊藤, 公一、村上, 伸也 ほか 編『臨床歯周病学』医歯薬出版、2007年3月。ISBN 9784263456040。 NCID BA82256382。
- 吉江弘正、高柴正悟 編『歯周病と7つの病気 : 8つのNEWS』永末書店、2007年。ISBN 9784816011825。 NCID BA81569440。
- 吉江弘正、宮本泰和 編『再生歯科のテクニックとサイエンス : 歯周・審美・インプラント』クインテッセンス出版、2005年11月。ISBN 4874178812。 NCID BA73976391。
- 吉江弘正 他 著、財団法人ライオン歯科衛生研究所、長谷川紘司、眞木吉信、野口俊英、山田了、花田信弘、山崎洋治 編『新しい健康科学への架け橋 歯周病と全身の健康を考える』医歯薬出版、2004年10月。ISBN 978-4-263-44185-5。 NCID BA69433676。
- 吉江弘正、宮田隆 編『歯周病治療のストラテジー』医歯薬出版、2002年7月。ISBN 4263441400。 NCID BA58769460。
- 吉江弘正 他 著、宮田隆、辰巳順一 編『歯周病と骨の科学 CD-ROM付 骨代謝からインプラントまで』医歯薬出版、2002年7月。ISBN 978-4-263-44133-6。 NCID BA58200960。
- 石川達也、井上廣、亀山嘉光、川口豊造、榊原悠紀田郎、櫻井善忠、西野瑞穂、松本光生、吉江弘正、善本秀知 著、全国歯科衛生士教育協議会 編『歯科臨床概論』医歯薬出版〈新歯科衛生士教本〉、2002年2月。ISBN 4263427920。 NCID BA57725925。
- Louis F.Rose・Robert J.Genco・D.Walter Cohen・Brian L.Mealey 編『ペリオドンタルメディスン』監訳 宮田隆 訳 吉江弘正 他、医歯薬出版、2001年9月。ISBN 978-4-263-44126-8。 NCID BA53957204。
- 吉江弘正 他 著、加藤, 熈、船越, 栄次、畠山, 善行 編『歯周病のメインテナンス治療』医歯薬出版〈月刊「歯界展望」別冊〉、2000年4月。 NCID BA47160004。
- 吉江弘正 他 著、河野正司、渡邉誠 編『エイジングと歯科補綴』医歯薬出版〈隔月刊「補綴臨床」別冊〉、1999年5月。 NCID BA43541742。
- 吉江弘正、宮田隆 編『歯周病診断のストラテジー』医歯薬出版、1999年1月。ISBN 4263454278。 NCID BA3979232X。
- 吉江弘正 他 著、伊藤公一、高橋英登、宮地建夫、向井美惠、安井利一、小野芳明、齊藤力、鈴木尚 編『歯と口の健康百科 家族みんなの健康のために』医歯薬出版、1998年7月。ISBN 978-4-263-45400-8。 NCID BA36929359。
- 吉江弘正 他 著、岩山, 幸雄、末田, 武; 長谷川, 紘司 ほか 編『カラーアトラス 歯周基本治療 炎症へのアプローチ』医歯薬出版、1996年10月。ISBN 978-4-263-45197-7。 NCID BN1562405X。
- 下野正基、飯島国好 編『臨床編 第4巻 インプラント : 臨床的評価と基礎からの検証』編集協力 宮田隆、吉江弘正、医歯薬出版〈治癒の病理〉、1996年9月。ISBN 4263452321。 NCID BN15100944。
- 下野正基、飯島国好 編『臨床編 第3巻 歯の移植・再植 : 歯根膜をいかす』編集協力 宮田隆、吉江弘正、医歯薬出版〈治癒の病理〉、1995年8月。ISBN 4263452313。 NCID BN13074537。
- 下野正基、飯島国好 編『臨床編 第2巻 歯周治療 : 変容する臨床像への対応』編集協力 宮田隆、吉江弘正、医歯薬出版〈治癒の病理〉、1994年8月。ISBN 4263452305。 NCID BN11319688。
- 下野正基、飯島国好 編『臨床編 第1巻 歯内療法 : 歯髄保存の限界を求めて』編集協力 宮田隆、吉江弘正、医歯薬出版〈治癒の病理〉、1993年11月。ISBN 4263452291。 NCID BN10163517。
- 篠倉均、吉江弘正 編『成人対応の歯周矯正治療』東京臨床出版、1990年11月。 NCID BN05733161。
- Klaus H.Rateitschak 他『歯周病学カラーアトラス』訳 吉江弘正、柳村光寛、西村書店、1987年12月。ISBN 4890130926。 NCID BN01979319。
- 吉江弘正 他 著、長谷川紘司 編『Periodontics Series イニシャルプレパレーション』医歯薬出版、1986年7月。ISBN 978-4-263-40461-4。 NCID BN04438541。

### 科学研究費補助金研究成果報告書
- 研究代表者 吉江弘正『遺伝子多型に基づく歯周炎カスタムメード療法の開発』〈科学研究費補助金(基盤研究(B))研究成果報告書〉2007年3月。 NCID BA86654525。
- 研究代表者 吉江弘正『歯周炎感受性に関与する骨代謝関連遺伝子の特定』〈科学研究費補助金(基盤研究(B)(2))研究成果報告書〉2004年3月。 NCID BA67688009。
- 研究代表者 吉江弘正『歯周炎易感受性に関する特異的遺伝子の特定』〈科学研究費補助金(基盤研究(B)(2))研究成果報告書〉2001年3月。 NCID BA5744976X。
- Head investigator, Hiromasa Yoshie（English）『Expression of collagenase and collagenase inhibitors mRNA in periodontitis-affected human gingival tissue』〈科学研究費補助金(一般研究(B))研究成果報告書〉1993年3月。 NCID BB07896322。
- 研究代表者 吉江弘正『イヌの実験的歯周炎における歯肉リンパ球の抗体産生能』〈科学研究費補助金(一般研究C)研究成果報告書〉1987年2月。 NCID BB07701285。
- 研究代表者 吉江弘正『イヌの実験的歯肉炎における歯肉リンパ球の幼若転換』〈科学研究費補助金(一般研究C)研究成果報告書〉1985年3月。 NCID BB07091774。

## 所属団体
- 日本歯科医学会
  - 日本歯科保存学会　学会のあり方委員会　副委員長[4]
  - 日本歯周病学会 元理事長[2]